# Jeton Neziraj
Jeton Neziraj (ur. 1977 w Kaçaniku) - kosowski dramaturg i scenarzysta filmowy.

## Życiorys
Ukończył studia filologiczne na uniwersytecie w Prisztinie. Był dyrektorem artystycznym Teatru Narodowego w Kosowie. W latach 2007–2008 wykładał na wydziale sztuk Uniwersytetu w Prisztinie. Pełni funkcję dyrektora artystycznego Teatru Narodowego Kosowa w Prisztinie.
W jego dorobku twórczym znajduje się 11 dramatów i scenariusz do filmu Osły na granicy. W 2015 dramat Neziraja Zburzenie Wieży Eiffla ukazał się w języku polskim, w tłumaczeniu Doroty Horodyskiej. Sztuka była prezentowana w 2014 na Festiwalu Teatralnym w Olsztynie.
Jest żonaty z Blertą Rrustemi-Neziraj, która jest reżyserką teatralną.

## Publikacje
- 2009: Madeleine's war: [dramë], wyd. Prisztina
- 2009: Sytë e shkruar, wyd. Prisztina
- 2012: Drama të zgjedhura, wyd. Prisztina
- 2013: Drama bashkëkohore nga regjioni, wyd. Prisztina
- 2017: Tri drama për femije, wyd. Prisztina
- 2020: 55 shades of gay dhe dy komedi të tjera, wyd. Prisztina
- 2020: Ndërkombëtarët dhe poetika e turpit: dy tekste teatrore postdramatike, wyd. Prisztina
- 2020: Tri drama: Fluturimi mbi teatrin e Kosovës; Bordel Ballkan ; Peer Gynti nga Kosova, wyd. Prisztina